# Giulianova Calcio 2002-2003
Questa pagina raccoglie le informazioni riguardanti il Giulianova Calcio nelle competizioni ufficiali della stagione 2002-2003.

## Stagione
Nella stagione 2002-2003 il Giulianova disputa il girone B del campionato di Serie C1, raccoglie 35 con il tredicesimo posto, per mantenere la categoria disputa e vince il Play-out contro il Sora, ottenendo due (0-0) preziosi, perché i giallorossi si sono meglio piazzati dei Laziali, che hanno chiuso il torneo con 34 punti. Il Giulianova inizia la stagione con il tecnico Giuseppe Galderisi, sostituito a fine novembre dopo il tracollo interno (0-3) subito contro il Crotone, al suo posto il tecnico Salvo Fulvio D'Adderio, che porta i marchigiani fino al sofferto ma positivo termine della stagione, vincendo gli spareggi salvezza. Nella Coppa Italia di Serie C il Giulianova disputa il girone L di qualificazione, che ha qualificato ai sedicesimi di finale la Sambenedettese, ai giallorossi non sono bastate due belle vittorie per superare il turno.

## Rosa
| N. |                   | Ruolo | Calciatore           |
| -- | ----------------- | ----- | -------------------- |
|    | Italia (bandiera) | C     | Paolo Agostini       |
|    | Italia (bandiera) | A     | Mirco Antenucci      |
|    | Italia (bandiera) | P     | Liam Ardigò          |
|    | Italia (bandiera) | C     | Oberdan Biagioni     |
|    | Italia (bandiera) | A     | Gianni Califano      |
|    | Italia (bandiera) | C     | Andrea Camelo        |
|    | Italia (bandiera) | C     | Alfredo Cariello     |
|    | Italia (bandiera) | C     | Michele Cassano      |
|    | Italia (bandiera) | C     | Giuseppe Castiglione |
|    | Italia (bandiera) | D     | Francesco De Falco   |
|    | Italia (bandiera) | D     | Cristiano Del Grosso |
|    | Italia (bandiera) | C     | Federico Del Grosso  |
|    | Italia (bandiera) | C     | Domenico Di Cola     |

| N. |                   | Ruolo | Calciatore           |
| -- | ----------------- | ----- | -------------------- |
|    | Italia (bandiera) | A     | Mario Di Felice (I)  |
|    | Italia (bandiera) | A     | Firmino Elia         |
|    | Italia (bandiera) | C     | Massimo Epifani      |
|    | Italia (bandiera) | D     | Luca Feragalli       |
|    | Italia (bandiera) | A     | Salvatorino Frisenda |
|    | Italia (bandiera) | D     | Giovanni Langella    |
|    | Italia (bandiera) | A     | Mario Lemme          |
|    | Serbia (bandiera) | D     | Zoran Luzi           |
|    | Italia (bandiera) | D     | Vincenzo Maiuri      |
|    | Italia (bandiera) | D     | Stefano Olivieri     |
|    | Italia (bandiera) | P     | Pantaleo Roca        |
|    | Italia (bandiera) | C     | Simone Sinagra       |
|    | Italia (bandiera) | P     | Marco Varaldi        |

## Risultati

### Campionato

#### Girone di andata
| Arbitro: | Ferraro (Crotone) |

|                        |           |                 |
| Mastrolilli 82’ (rig.) | Marcatori | 38’, 90+4’ Elia |

| Giulianova 8 settembre 2002 2ª giornata | Giulianova          | 0 – 0 | Pescara | Stadio Rubens Fadini\| Arbitro: \| Carlucci (Molfetta) \| |
| Arbitro:                                | Carlucci (Molfetta) |       |         |                                                           |

| Arbitro: | Finazzi (Torino) |

|                 |           |  |
| Pagana 55’, 79’ | Marcatori |  |

| Arbitro: | Cenni (Imola) |

|                               |           |  |
| Cassano 16’ Califano 36’, 87’ | Marcatori |  |

| Arbitro: | Herberg (Messina) |

|             |           |  |
| Mortari 73’ | Marcatori |  |

| Arbitro: | Crugliano (Crotone) |

|            |           |              |
| Borneo 63’ | Marcatori | 75’ Califano |

| Arbitro: | Giannoccaro (Lecce) |

|                |           |                                                   |
| M. Cassano 45’ | Marcatori | 17’ Molino 30’ Pellicori 57’ Vastola 73’ S. Marra |

| Arbitro: | Rocchi (Firenze) |

|                                   |           |                   |
| Langella 5’ (aut.) Biancolino 32’ | Marcatori | 19’, 43’ Califano |

| Arbitro: | Ioseffi (Siena) |

|                                             |           |  |
| M. Cassano 15’ Castiglione 32’ Frisenda 73’ | Marcatori |  |

| Arbitro: | Carlucci (Molfetta) |

|                                                   |           |          |
| Faieta 36’ (rig.) Molinari 63’ Pepe 65’ Motta 73’ | Marcatori | 55’ Elia |

| Arbitro: | Marchesi (Bergamo) |

|              |           |              |
| Biagioni 45’ | Marcatori | 8’ Andrisani |

| L'Aquila 17 novembre 2002 12ª giornata | L'Aquila                 | 0 – 0 | Giulianova | Stadio Tommaso Fattori\| Arbitro: \| P.S. Mazzoleni (Bergamo) \| |
| Arbitro:                               | P.S. Mazzoleni (Bergamo) |       |            |                                                                  |

| Arbitro: | Zambon (Padova) |

|  |           |                                         |
|  | Marcatori | 11’ L. Amoruso 56’ Artistico 89’ Sinato |

| Arbitro: | Tonolini (Milano) |

|  |           |            |
|  | Marcatori | 22’ Fanesi |

| Arbitro: | Gava (Conegliano) |

|              |           |  |
| M. Manca 34’ | Marcatori |  |

| Arbitro: | Pantana (Macerata) |

|                       |           |  |
| Elia 77’ Califano 80’ | Marcatori |  |

| Sassari 22 dicembre 2002 17ª giornata | Torres          | 0 – 0 | Giulianova | Stadio Vanni Sanna\| Arbitro: \| Fiori (Perugia) \| |
| Arbitro:                              | Fiori (Perugia) |       |            |                                                     |

#### Girone di ritorno
| Arbitro: | Marelli (Como) |

|          |           |  |
| Elia 74’ | Marcatori |  |

| Arbitro: | Brunialti (Trento) |

|                          |           |              |
| Cecchini 1’ Biancone 44’ | Marcatori | 83’ Califano |

| Arbitro: | Zanzi (Lugo di Romagna) |

|              |           |             |
| Califano 20’ | Marcatori | 68’ Ascenzi |

| Lanciano 26 gennaio 2003 21ª giornata | Lanciano              | 0 – 0 | Giulianova | Stadio Guido Biondi\| Arbitro: \| Sacco (Civitavecchia) \| |
| Arbitro:                              | Sacco (Civitavecchia) |       |            |                                                            |

| Arbitro: | Velotto (Grosseto) |

|              |           |             |
| Frisenda 16’ | Marcatori | 8’ Lucchini |

| Arbitro: | Lena (Ciampino) |

|  |           |            |
|  | Marcatori | 52’ Borneo |

| Arbitro: | Pantana (Macerata) |

|                |           |  |
| Biancolino 86’ | Marcatori |  |

| Arbitro: | Squillace (Catanzaro) |

|              |           |              |
| Califano 30’ | Marcatori | 33’ Costanzo |

| Arbitro: | Stefanini (Prato) |

|                  |           |              |
| Mastronunzio 64’ | Marcatori | 46’ Frisenda |

| Arbitro: | Romeo (Verona) |

|  |           |          |
|  | Marcatori | 51’ Pepe |

| Arbitro: | Nicoletti (Macerata) |

|            |           |  |
| Filippi 9’ | Marcatori |  |

| Arbitro: | Zanardo (Conegliano) |

|          |           |                         |
| Elia 74’ | Marcatori | 77’ Aurino 84’ Trevisan |

| Arbitro: | Banti (Livorno) |

|                 |           |           |
| Tarantino 90+4’ | Marcatori | 11’ Lemme |

| Arbitro: | Cenni (Imola) |

|                      |           |  |
| G. Del Vecchio 45+1’ | Marcatori |  |

| Arbitro: | P.S. Mazzoleni (Bergamo) |

|                               |           |             |
| Elia 19’, 82’ P. Agostini 65’ | Marcatori | 4’ M. Manca |

| Arbitro: | G. Rubino (Salerno) |

|               |           |  |
| Cingolani 16’ | Marcatori |  |

| Arbitro: | Banti (Livorno) |

|           |           |  |
| Lemme 66’ | Marcatori |  |

### Play-out
| Sora 25 maggio 2003 Andata | Sora                   | 0 – 0 | Giulianova | Stadio Claudio Tomei\| Arbitro: \| M. Mazzoleni (Bergamo) \| |
| Arbitro:                   | M. Mazzoleni (Bergamo) |       |            |                                                              |

| Giulianova 1° giugno 2003 Ritorno | Giulianova         | 0 – 0 | Sora | Stadio Rubens Fadini\| Arbitro: \| Mariuzzo (Venezia) \| |
| Arbitro:                          | Mariuzzo (Venezia) |       |      |                                                          |

### Coppa Italia Serie C

#### Girone L
| Arbitro: | Rocchi (Firenze) |

|                                          |           |             |
| De Amicis 33’ Napolioni 51’ Pilleddu 83’ | Marcatori | 79’ Epifani |

| 21 agosto 2002 2ª giornata |  | – Turno di riposo Giulianova |  |  |

| Arbitro: | Lena (Ciampino) |

|                                           |           |  |
| Frisenda 44’ Antenucci 45+1’ Califano 67’ | Marcatori |  |

| Arbitro: | Tagliavento (Terni) |

|               |           |  |
| Lacrimini 48’ | Marcatori |  |

| Arbitro: | Sacco (Civitavecchia) |

|                                     |           |             |
| Elia 57’ Califano 76’ (rig.), 90+3’ | Marcatori | 90+1’ Bochu |